# خنغ (ألقورات)
خنغ (بالفارسية: خنگ) هي مستوطنة تقع في إيران في قسم ألقورات الريفي. يقدر عدد سكانها بـ 476 نسمة .